# Boden (commune)
Pour les articles homonymes, voir Boden (homonymie).
La commune de Boden est une commune suédoise du comté de Norrbotten. 28 277 personnes y vivent. Son siège se situe à Boden.

## Localités principales
- Boden
- Bodträskfors
- Gunnarsbyn
- Harads
- Sävast
- Svartlå
- Unbyn
- Vittjärv

## Personnalités
Kjell Sundvall (1953-), réalisateur.
Tommy Johansson (1987-), musicien. 